# Blómsturvallasaga
Blómsturvallasaga (o la saga de la llanura de las flores) es una de las sagas caballerescas escrita a finales del siglo XIV en nórdico antiguo. La trama se centra en las aventuras de dos hermanos que fueron violentamente separados de muy jóvenes. Cuando son adultos, sin saberlo coinciden en un paraíso africano conocido como «Llano de las Flores» (Blómstrvöllr) donde se baten en duelo por el gobierno de la tierra. Reunidos por iniciativa de amigos en común, cada uno de ellos cuentan la historia de su vida y se reconocen. La obra se conserva en un compendio islandés del siglo XVIII clasificado como Lbs 1172 4.º. El autor anónimo se alimentó fuertemente de otras sagas del género, especialmente Þiðreks saga af Bern.